# Landesteil (Norwegen)

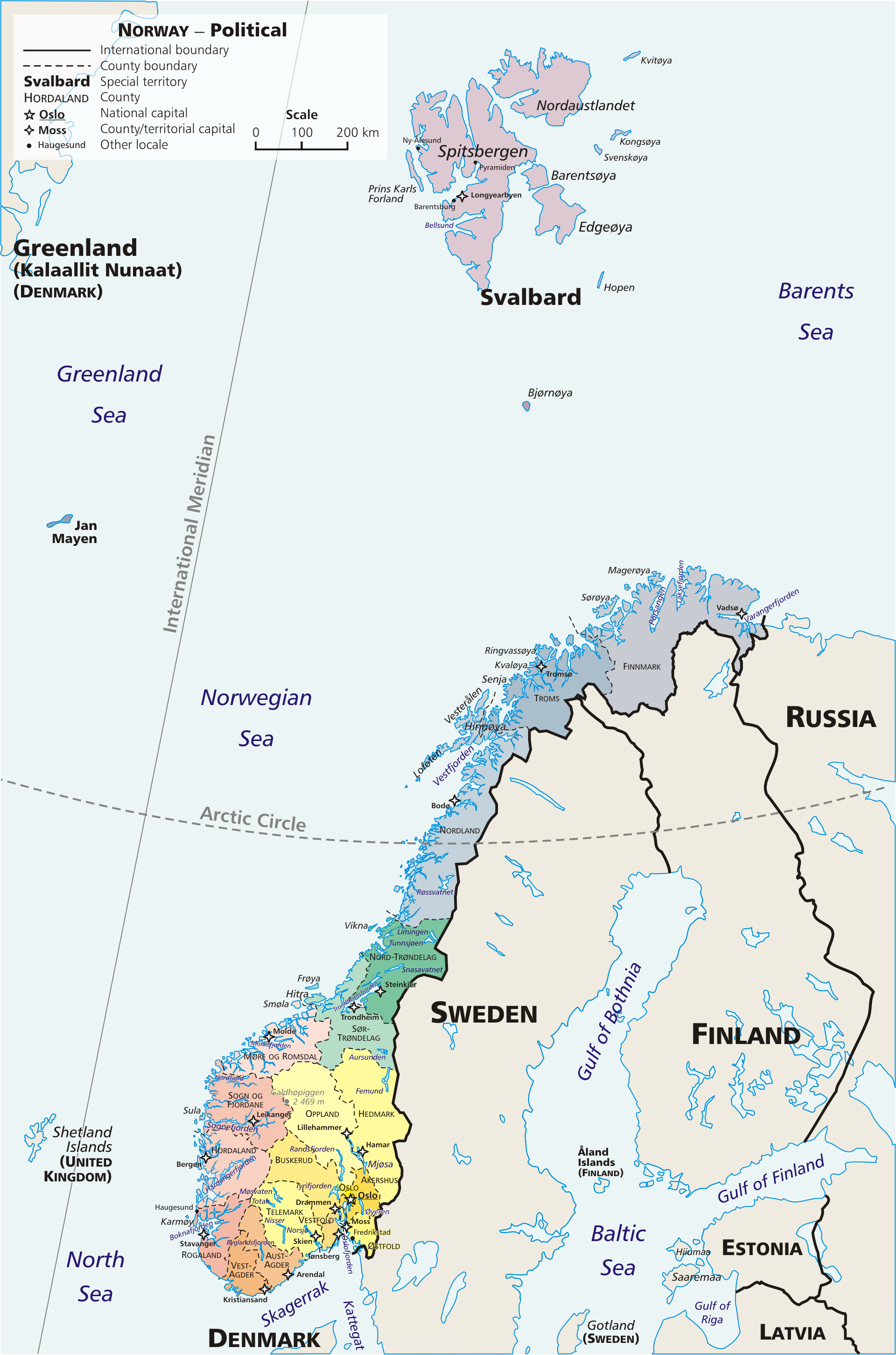
Die Farbgruppen kennzeichnen Norwegens fünf traditionelle Landesteile (grau, grün, rosa, gelb, orange).
Spitzbergen und Jan Mayen bleiben in diesem Zusammenhang eine Sache für sich.

Die Landesteile (norwegisch sing. Landsdel, pl. Bokmål Landsdeler, Nynorsk Landsdelar) Festlands-Norwegens sind keine administrativen Verwaltungseinheiten, sondern historisch gewachsene Regionen mit kulturellen Eigenarten oder besonderer Identität:
- Nord-Norge
- Trøndelag
- Vestlandet
- Østlandet
- Sørlandet[1]

Die vier letztgenannten Regionen werden als Sør-Norge (Südnorwegen) zusammengefasst.

## Einteilung
Folgt man einer pragmatischen Abgrenzung der Landesteile, lassen sich ihnen die norwegischen Fylker folgendermaßen zuordnen:
| Landesteil | dt.            | Einwohner 1. Januar 2020 | Fläche (km²) | Anzahl der Fylke | Fylke                                                            |
| ---------- | -------------- | ------------------------ | ------------ | ---------------- | ---------------------------------------------------------------- |
| Nord-Norge | Nordnorwegen   | 484.546                  | 112.951      | 3                | Finnmark, Nordland, Troms                                        |
| Trøndelag  | Mittelnorwegen | 468.702                  | 41.265       | 1                | Trøndelag                                                        |
| Vestlandet | Westnorwegen   | 1.381.661                | 58.582       | 3                | Møre og Romsdal, Rogaland, Vestland                              |
| Østlandet  | Ostnorwegen    | 2.725.440                | 94.596       | 7                | Akershus, Buskerud, Innlandet, Oslo, Telemark, Vestfold, Østfold |
| Sørlandet  | Südnorwegen    | 307.231                  | 16.434       | 1                | Agder                                                            |
| Gesamt     | Gesamt         | 5.367.580                | 323.828      | 15               |                                                                  |

## Über den BegriffLandesteilhinaus
Die historischen Landesteile sind nicht zu verwechseln mit den sieben Gebieten gleichen Namens, die im staatlichen Statistikwerk ausgewiesen werden, siehe dazu: NUTS:NO.
Der Begriff Midt-Norge (Mittelnorwegen) ist geografisch unscharf und wird nach Bedarf variiert.
Spitzbergen und die Insel Jan Mayen gehören zwar auch zu Norwegen, stehen aber außerhalb der Einteilung in Landesteile, da diese landläufig auf das Festland beschränkt geblieben ist.